# Посольство Нідерландів в Україні
Посольство Нідерландів в Україні — дипломатична місія Нідерландів у Києві.

## Історія посольства
Королівство Нідерландів визнало Україну 31 грудня 1991 року. 1 квітня 1992 року між Королівством Нідерландів та Україною було встановлено дипломатичні відносини. Восени 1992 року було відкрито Посольство Королівства Нідерланди в Україні.
2001 року за проєктом нідерландського архітектора Ганса ван Бека на Контрактовій площі, 7 звели будівлю посольства. За визначенням фахівців, вона є однією з найкращих сучасних київських споруд.
У березні 2022 року посольство було тимчасово закрито під час повномастшабного вторгнення російських військ до України, 19 квітня роботу посольства було відновлено.

## Структура посольства
- Департамент управління
- Економічний відділ
- Преса, культура та освіта
- Розвиток співробітництва з Молдовою
- Консульський відділ
- Загальний відділ та адміністративних справ
- Аташе з питань оборони
- Відділ сільського господарства, природи та якості продовольства

## Посли Нідерландів в Україні
1. Роберт Серрі (1992—1996)
2. Онно Гаттінга ван 'т Сант (1997—2001)
3. Монік Франк (2001—2005)
4. Рональд Келлер (2005—2009)
5. Пітер Ян Волтерс (2009—2013)
6. Кейс Кломпенхаувер (2013—2018)
7. Едуард Хукс (2018—2019)
8. Єннес де Мол (2019—2024)[4].
9. Алле Дорхаут (з 2024)[5]

## Події
17 липня 2014 року після отримання інформації про те, що терористами під Торезом був збитий пасажирський літак Boeing 777, що виконував рейс Амстердам—Куала-Лумпур, де загинули 298 осіб на борту, посольство Нідерландів було буквально завалене квітами і скорботними посланнями українців, які весь день, вечір, ніч і сьогодні вранці йшли висловити свої співчуття!